# 아메리칸 드림 인 차이나
《아메리칸 드림 인 차이나》(中国合伙人, American Dreams in China)는 홍콩에서 제작된 진가신 감독의 2013년 판타지, 드라마 영화이다. 황샤오밍 등이 주연으로 출연하였다. 2013년 토론토 국제영화제에 상영되었다. 신동방교육과기집단(신동방)의 이야기에 기반을 둔다.

## 출연

### 주연
- 황샤오밍
- 덩차오
- 퉁다웨이

### 조연
- 두쥐안